# Épithèse
 (mars 2013).
Si vous disposez d'ouvrages ou d'articles de référence ou si vous connaissez des sites web de qualité traitant du thème abordé ici, merci de compléter l'article en donnant les références utiles à sa vérifiabilité et en les liant à la section « Notes et références ».
L'épithèse, par prothèse faciale ou prothèse maxillo-faciale, a pour fonction de couvrir et remplacer une partie manquante du visage et du cou. Les épithèses (prothèses faciales), permettent aux patients de retrouver l'harmonie du visage altéré. Les causes d'altération au niveau de la face sont multiples : les cancers de la face, les tumeurs, carcinomes du nez, de l'oreille, des paupières et des yeux, cancers de la peau avec les mélanomes…, les grands brulés, les grands traumatisés, les accidentés de la route, les agénésies avec le syndrome de Franceschetti (en) entre autres. Les épithèses, prothèses maxillo-faciales, qui remplacent un nez sont appelées « épithèses de pyramide nasale ».

## Autres prothèses
Les prothèses qui remplacent les oreilles sont appelées « épithèses de pavillon ». La prothèse faciale qui remplace l'œil et les paupières est nommée « épithèse oculo-palpébrale », une prothèse oculaire est placée à l'intérieur. La prothèse faciale qui recouvre une large partie de visage et appelée « épithèse hémifaciale ». Toutes ces prothèses ou épithèses ont différents systèmes d'ancrages.
Les épithèses peuvent se positionner sur le visage du patient de différentes façons : grâce aux contres  dépouilles (cavités naturelles), avec de l’adhésif (colle), avec des moyens de rétentions mécaniques qui peuvent être : des lunettes, des implants endo-osseux de marque : Nobel biocare, Branemark, Leibinger, Straumann… comme pour les prothèses dentaires. L'épithésiste travaille en relation avec les chirurgiens esthétiques, la chirurgie plastique, la chirurgie réparatrice et reconstructrice, les stomatologues en chirurgie maxillo-faciale, et les chirurgiens ORL ou en dermatologie…
Les épithèses sont de grands appareils, la prise en charge par les caisses de sécurité sociale en France est totale car les patients sont en affection de longue durée (ALD). Toutes ces épithèses (prothèses de nez, prothèse d'oreille…) sont en silicone médical et biocompatible. Ces prothèses esthétiques et fonctionnelles sont une alternative efficace pour la chirurgie plastique, esthétique et reconstructrice. Ces prothèses permettent aux patients de retrouver une vie sociale et affective.

## Épithésiste
L'épithésiste est soit :
- un professionnel de santé diplômé de la faculté de médecine de Paris VI en « Prothèse Faciale Appliquée ».
- une personne qui travaille sous les anciens agréments sans détenir le diplôme de la faculté de médecine de Paris VI[1].

Vous trouverez la liste de ces professionnels sur «ameli-direct.fr je choisis avant de consulter» à la rubrique fournisseurs de petits et grands appareillages, en général sous l'appellation laboratoire de prothèse dentaire ou cabinet d'épithèse. L'épithésiste crée la prothèse faciale, ou « épithèse ». Il commence son travail une fois que la personne a été opérée par le chirurgien. L'épithésiste travaille à partir de prise d'empreinte, de sculpture, de moulage. Le patient n'est aucunement sollicité. Il ne doit pas être inquiet.
Tous les matériaux utilisés pour la confection de l'épithèse sont 100 % biocompatibles et n'agressent pas la peau du patient.
Les produits font l'objet d'une traçabilité et répondent à toutes les exigences techniques souhaitées. L'épithésiste doit utiliser et rechercher les meilleurs produits pour fournir un travail de qualité.
Il doit expliquer aux patients comment entretenir leur prothèse afin qu'elles puissent durer le plus longtemps.

## Rôle d'un épithésiste
Il a pour but de rendre l'harmonie au visage du patient en réalisant une épithèse adaptée et la plus discrète possible. La prothèse devra correspondre à l'attente du patient tant sur le plan esthétique que sur celui du confort. L'épithèse doit prendre en considération les impératifs physiologiques et anatomiques liés aux traumatismes subis et propres à chaque patient.
Il doit accompagner psychologiquement les personnes concernées en étant à leur écoute et les rassurer pour qu'elles puissent vivre au mieux leur prothèse. Il doit suivre son patient continuellement et porter des améliorations à son travail autant de fois que nécessaire pour un rendu optimal.

## Prises en charge
Les épithèses sont prises en charge à 100 % par les caisses d'assurances maladie car elles font partie des grands appareillages. Le chirurgien devrait vous remettre votre prescription avec le type de prothèse voulue (ex : prothèse palpébro-orbitaire droite) et la liste des professionnels dans laquelle vous choisirez votre épithésiste avec le cas échéant des photographies du cas à traiter. Ensuite vous prenez rendez-vous avec l'épithésiste de votre choix. Les épithésistes envoient une "demande d'entente préalable pour grands appareillages" auprès des caisses d'assurances maladie (formulaire S3604A), avec la copie de la carte de sécurité sociale du patient plus le devis détaillé du prix de la prothèse.
Les caisses renvoient le bon pour accord de prise en charge signé par le médecin conseil.
À l'issue de son travail l'épithésiste envoie aux caisses la facture de la prothèse correspondant au devis.
Chaque prothèse possède un code LPP de référence qu'il faut inscrire pour le remboursement :
- Prothèse faciale sur devis Code LPP 2575986
- Prothèse palpébro-orbitaire sur devis  code LPP 2545459